# David Donohue

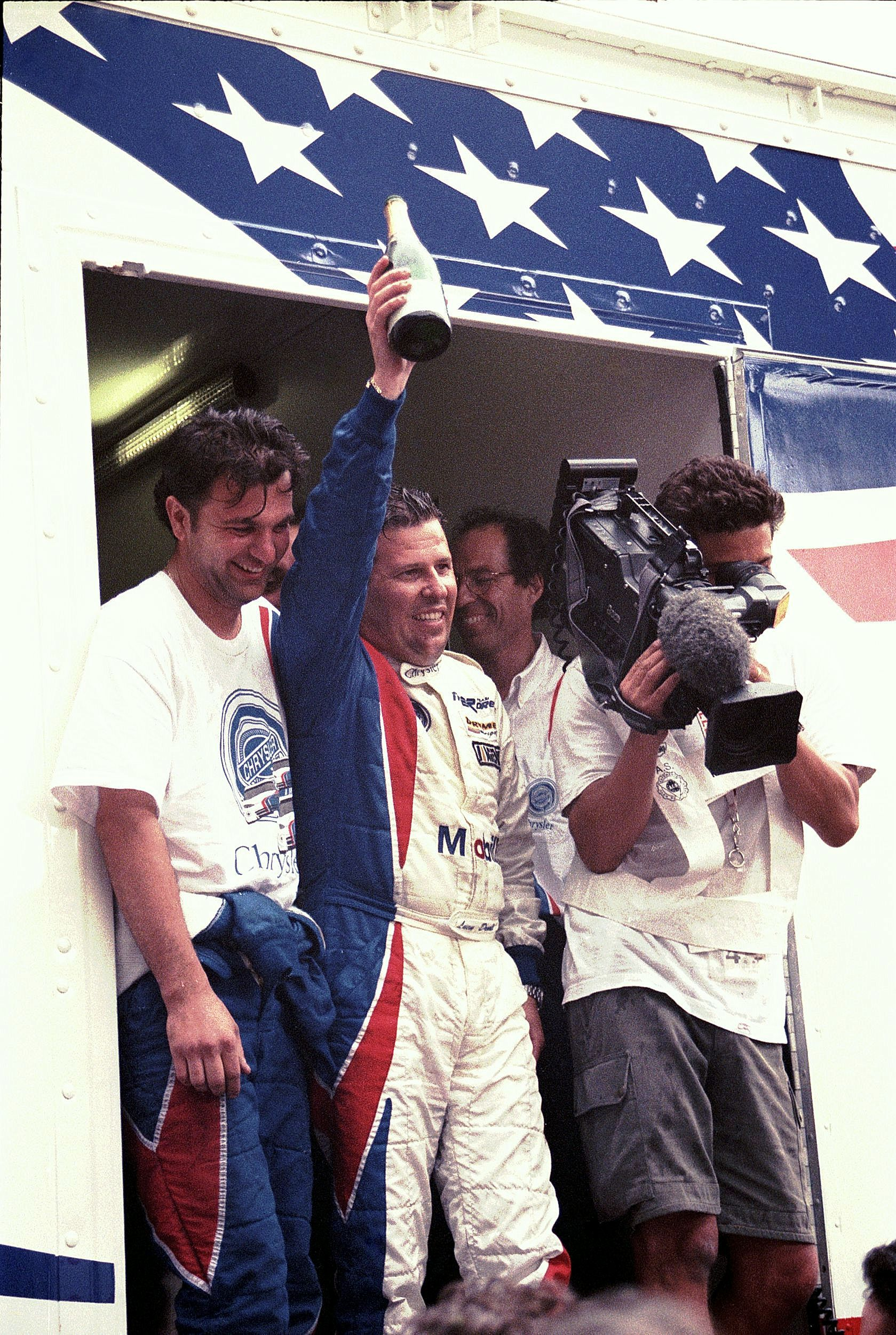
David Donohue (links) 1998 in Le Mans

David Neary Donohue (* 5. Januar 1967 in Morristown) ist ein ehemaliger US-amerikanischer Automobilrennfahrer und Sohn von Mark Donohue.

## Karriere
Im Gegensatz zu seinem Vater bestritt David Donohue kaum Monopostorennen, sieht man von fünf Starts in der Indy-Lights-Serie 1995 ab. 1992 gab er sein Debüt in der NASCAR und einige Jahre fuhr er in der North American Touring Car Championship, wo er 1997 Meister wurde. Seit 2005 fährt er Sportwagenrennen in der Rennserie der Grand American Road Racing Association und gehört dort zu den schnellsten Fahrern.
In Europa war Donohue als Werksfahrer von ORECA Ende der 1990er-Jahre mit der Chrysler Viper GTS-R in der FIA-GT-Meisterschaft und beim 24-Stunden-Rennen von Le Mans am Start.
Donohue siegte 2009 beim 24-Stunden-Rennen von Daytona, 40 Jahre nachdem sein Vater das Langstreckenrennen als Partner von Chuck Parsons auf einem Lola T70 hatte gewinnen können. Der Sieg von David Donohue, Antonio García, Darren Law und Buddy Rice ging als der knappste Zieleinlauf bei einem 24-Stunden-Rennen in die Geschichte des Motorsports ein. Im Ziel hatte Donohue, der einen Riley-Porsche pilotierte, 0,167 Sekunden Vorsprung auf einen weiteren Daytona-Prototyp, gefahren unter anderem von Juan Pablo Montoya. Wahrscheinlich war die Zielankunft beim 24-Stunden-Rennen von Le Mans 1966 noch knapper, als von der Ford-Teamleitung bewusst ein totes Rennen der beiden führenden Ford GT40 herbeigeführt wurde. Allerdings gab es damals noch keine elektronische Zeitnehmung und der Abstand wurde nachträglich vom ACO festgelegt.

## Statistik

### Le-Mans-Ergebnisse
| Jahr | Team              | Fahrzeug             | Teamkollege   | Teamkollege          | Platzierung             | Ausfallgrund |
| ---- | ----------------- | -------------------- | ------------- | -------------------- | ----------------------- | ------------ |
| 1998 | Viper Team Oreca  | Chrysler Viper GTS-R | Justin Bell   | Luca Drudi           | Rang 11 und Klassensieg |              |
| 1999 | Viper Team Oreca  | Chrysler Viper GTS-R | Soheil Ayari  | Jean-Philippe Belloc | Ausfall                 | Motorschaden |
| 2000 | Viper Team Oreca  | Chrysler Viper GTS-R | Ni Amorim     | Anthony Beltoise     | Rang 9                  |              |
| 2002 | Panoz Motorsports | Panoz LMP01 Evo      | Bill Auberlen | Gunnar Jeannette     | Ausfall                 | Motorschaden |

### Sebring-Ergebnisse
| Jahr | Team                       | Fahrzeug          | Teamkollege    | Teamkollege    | Platzierung | Ausfallgrund |
| ---- | -------------------------- | ----------------- | -------------- | -------------- | ----------- | ------------ |
| 1993 | Ed Arnold Racing           | BMW M5            | Dieter Quester | Chris Hodgetts | Rang 20     |              |
| 1995 | Prototype Technology Group | BMW M3            | Pete Halsmer   |                | Rang 27     |              |
| 1996 | Prototype Technology Group | BMW M3            | Javier Quiros  |                | Ausfall     | Aufhängung   |
| 2000 | Viper Team Oreca           | Dodge Viper GTS-R | Tommy Archer   | Marc Duez      | Rang 8      |              |
| 2002 | Panoz Motor Sports         | Panoz LMP01       | Bryan Herta    | Bill Auberlen  | Rang 8      |              |